# Dominicus
Dominicus (spanska Domingo de Guzmán), född 1170 i Caleruega, Burgos, i gamla Kastilien, död 6 augusti 1221 i Bologna, var en spansk präst och grundare av dominikanorden. Han helgonförklarades 1234; hans minnesdag firas den 8 augusti (i medeltida nordiska kalendarier dock den 5 augusti).
Dominicus uppfostrades från sju års ålder av sin morbror som var archipresbyter i Gumiel d'Izan. Från att han var 14 år studerade han under cirka 10 år under lärare i Palencia, varav sex år allmän humaniora, artes liberales och fyra år teologi.

## Hungersnöd
År 1191, när Dominicus befann sig i slutet av sina studier, drabbades Spanien av en svår hungersnöd. För att bidra med hjälp till katastrofen gav han då bort alla sina pengar, sålde sina kläder, sina möbler och till och med sina värdefulla manuskript. När vännerna uttryckte sin förvåning över att han sålde sina studieböcker, svarade han: "Vill ni att jag ska studera denna simpla litteratur när människor dör av hunger?" Detta är ett av de få uttalanden som Dominicus gjorde som refereras än idag. Omkring 1195 blev han kanik i Osma.

## Resor genom Europa
Dominicus gåvor till hungerkatastrofen gjorde att han blev nära vän till biskop Diego av Azevedo. Dominicus och biskopen sändes av Alfons VIII av Kastilien på ett diplomatiskt uppdrag till Danmark för att hämta en brud till kronprins Ferdinand av Kastilien. På väg dit färdades de genom södra Frankrike och när de korsade Pyrenéerna träffade de albigenserna. Vad de fick se var en atmosfär av kätteri. Staden var fylld av präster med, ur katolsk synvinkel, felaktiga doktriner och de hade väldigt liten respekt för Dominicus, hans biskop och deras romerske påve.
Erfarenheterna av resan gjorde att Dominicus beslutade sig för att arbeta för att utrota kätteriet. Han blev dock djupt imponerad av att så många av prästerna hos albigenserna inte var arroganta fanatiker utan istället lärda och kultiverade män. Hela städer verkade vara styrda av en önskan efter kunskap och rättvisa och Dominicus insåg att endast välutbildade präster som var kapabla att framhäva starka argument kunde övervinna det albigensiska kätteriet. De återvände tillbaka från Norden utan att ha fått med sig bruden, som hade dött innan de kom fram.

## Kamp mot kätteriet
År 1204 begav sig Dominicus, hans biskop Diego och tre cisterciensabbotar, som fått påvens uppdrag att bekämpa kätteriet, ut på predikoresor för att med ordets makt omvända kättarna. Diego blev hemkallad till sitt biskopsstift av påven, men Dominicus stannade i Frankrike. Där samlade han först en grupp kvinnor som hade lämnat albigenserna och formerade dem till en religiös kommunitet. Denna sammanslutning blev ursprunget till den kvinnliga grenen av dominikanorden. År 1206 grundade Diego ett kloster i Prouille för i första hand kvinnliga omvända albigenser där Dominicus blev prior.
Dominicus besökte Languedoc en andra gång år 1208 och på vägen dit mötte han några påvliga sändebud som var på väg tillbaka till Rom och som färdades med pompa och ståt, under det att de framhävde sina försök att göra slut på den växande schismen. Dominicus sa till sändebuden:
| ” | Det är inte genom att visa upp makt och ståt, kavalkader av följeslagare, dyrt inköpta ridhästar och vackra kläder som kättarna vinner anhängare. Det är med ivrig predikan, apostolisk ödmjukhet och stränghet; genom det yttre, det är sant, men ett yttre av helighet. Entusiasm måste mötas med entusiasm, ödmjukhet med ödmjukhet, falsk helighet med sann helighet, falska predikningar med sanna predikningar. | „ |

Albigenserkriget som utbröt 1209 lade hinder i vägen för Dominicus omvändelsearbete, men han fortsatte sina predikningar och för att få en kraftigare verkan bland kättare grundade han dominikanorden.

## Dominikanorden
En liten grupp präster samlades runt Dominicus men lämnade honom snart eftersom de inte tyckte om den hårda och enkla livsstilen med krävande bönestunder. Till slut fann han några män som var trogna den vision av aktivt vittnesbörd mot såväl albigenserna som ett sätt att predika i kombination med intellektuell stränghet med en attraktiv livsstil.
År 1214 slog sig Dominicus och sex medhjälpare ned i Peter Cellanis hus, ett rikt hem i Toulouse. Elva år av aktiviteter och offentligt liv hade gått sedan han, underprior i Osma, hade övergivit munkarnas tystnadslöfte. Han återupptog sitt tillbakadragna liv och underkastade sig själv och sina anhängare monastiska regler om böner och botgöring. Men den rastlöse mannen klarade inte länge innehållet i en munks avskilda och innehållslösa värld. Bilden av att skapa en orden av predikande munkar började att ta alltmer konkreta former. Han drömde om sju stjärnor som lyste upp världen, det vill säga han själv och hans sex vänner.
Resultatet av hans överläggningar blev skapandet av orden. I oktober 1215, då det fjärde Laterankonciliet ägde rum, reste Dominicus till Rom för att inhämta påven Innocentius III:s tillstånd, vilket efter en tid gavs i preliminär form. Det blev dock påven Honorius III som i december 1216 slutgiltigt stadfäste dominikanorden (latin Ordo praedicatorum).
Dominicus etablerade sitt högkvarter i Rom även om han fortsatte resa för att främja sitt brödraskap. Han blev Herre över det heliga palatset, vilket innebar att han blev påvens personliga teolog. Sedan dess har den funktionen alltid innehafts av medlemmar av dominikanorden.

## De sista åren
Det sägs att Dominicus under sitt liv fanatiskt utövade en rigorös självförnekelse. Han bar cilice och en järnkedja runt sina höfter som han aldrig lade åt sidan, inte ens när han sov. Han avhöll sig från kött och höll sig till stadgade fastetider och perioder av tystnad. Han valde de sämsta boendena och de enklaste kläderna och tillät sig aldrig lyxen att sova i en säng. När han reste, fördrev han tiden med andliga instruktioner och böner. Så snart han passerade gränserna in till städerna tog han av sig skorna och trots vassa föremål på marken gick han barfota. Regn och andra obekvämligheter lockade bara fram lovprisningar till Gud.
Sina sista år tillbringade Dominicus på resor, under vilka han arbetade hårt för dominikanordens utveckling. Hans plan att verka för trons utbredning bland kumanerna avbröts i och med hans död. På grund av sitt hårda och strävsamma arbete orkade han inte längre. Vid ankomsten till konventet vid San Nicolò-kyrkan (den nuvarande San Domenico-basilikan) i Bologna i Italien efter en av resorna var han trött och febrig. Han tackade nej till erbjudandet om en säng och bad bröderna att lägga honom i ett slags utsträckt säckmaterial på marken. Den korta tid som återstod tillbringade han med att uppmana sina anhängare till godhet, ödmjukhet och att hämta sin kraft ur fattigdomen.
Liggande i aska på golvet avled han mitt på dagen den 6 augusti 1221. Den 13 juli 1234, tretton år efter sin död, blev han kanoniserad av Gregorius IX, som även i övrigt gynnade dominikanerna.